# Stati mediceo farnesiani
Con il termine Stati mediceo farnesiani venne identificato un complesso di possedimenti costituito da una serie di beni feudali e patrimoniali di diversa provenienza, collocati per la gran parte in Abruzzo. 

## Storia
Tali possedimenti pervennero in eredità a Carlo III Infante di Spagna, poi re di Napoli, dalla madre Elisabetta Farnese, ultima dei Farnese ed erede dei beni di questa famiglia.  Elisabetta era erede degli Stati farnesiani, originati dall'infeudazione fatta nel 1539 da Carlo V a favore della figlia naturale Margherita d'Austria, già vedova di Alessandro de' Medici e poi sposa di Ottavio Farnese; essa divenne inoltre erede dei beni che la famiglia Medici possedeva in Abruzzo, dopo la morte dall'ultimo erede di casa Medici Gian Gastone nel 1737.
Tra il 1735 ed il 1737, a seguito della firma di alcuni trattati al termine della Guerra di successione polacca, si raggiunse l'accordo mediante il quale Carlo di Borbone consegnava a Carlo VI d'Asburgo il ducato di Parma e Piacenza e ai Lorena il Granducato di Toscana, ottenendo in cambio il riconoscimento, come patrimonio personale e allodiale, dei restanti beni di casa Farnese e Medici, oltre che della corona di Napoli e Sicilia. Di questa eredità erano entrati a far parte, per gli stessi motivi, il palazzo Farnese a Roma oltre che le famose collezioni d'arte stautaria e pittoriche già conservate a Parma e Piacenza e trasferite nei musei di Napoli.

Nel 1789 la popolazione totale degli Stati ammontava ad oltre 80.000 abitanti.

## Stati Farnesiani
- In Terra di Lavoro: Castello a Mare, Pico, Rocca Guglielma, San Giovanni Incarico

- In Terra di Bari: Altamura;

- In Abruzzo Citeriore (Chieti): Abbateggio, Ortona e sue ville, San Valentino;

- In Abruzzo Ulteriore I (Teramo): Bacucco, Campli e sue ville, Penne e sue ville, Pianella;

- In Abruzzo Ulteriore II (L'Aquila): Borbona, Cantalice, Civita Ducale (con Borghetto, Castel Sant'Angelo, Lugnano, Paterno e Pendenza), Leonessa, Montereale, Posta.

Per una popolazione totale nel 1789 di 65.000 abitanti.

## Stati Medicei
- Nella provincia d'Abruzzo Ulteriore II: 
  - Distretto di Aquila:
    - Circondario di Barisciano: 
Calascio (con la villa di Rocca Calascio), Castel del Monte, Santo Stefano;
    - Circondario di Capestrano: 
Capestrano, Bussi, Carapelle (con la villa di Castelvecchio Carapelle), Ofena (con la villa di Villa Santa Lucia);

  - Distretto di Cittaducale:
    - Circondario di Amatrice: 
Amatrice (con la villa di Campotosto);
    - Circondario di Posta: 
Cittareale;
    - Circondario di Accumoli: 
Accumoli (con le ville di Collespada e Roccasalli).

Per una popolazione totale nel 1789 di 16.000 abitanti.